# Paul Neuenborn
Paul Neuenborn (* 2. Februar 1866 in Stolberg (Rheinland); † 31. Mai 1913 in München) war ein deutscher Tiermaler und Illustrator.

## Leben

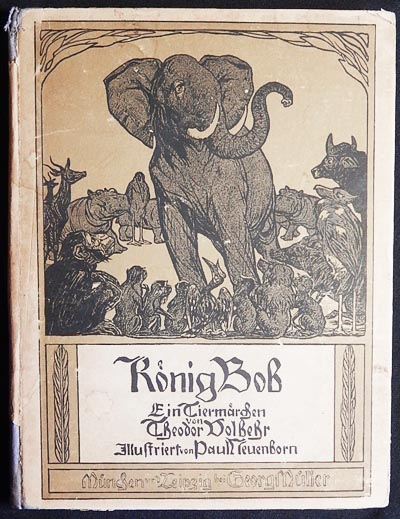
Titelbild von Theodor Volbehrs Tiermärchen König Bob, 1908, Buchillustration von Paul Neuenborn

Paul Neuenborn besuchte 1884 bis 1889 die Kunstakademie Düsseldorf.  Dort war er Schüler von Peter Janssen, Adolf Schill und Eduard von Gebhardt. In Düsseldorf wurde er Mitglied der kunststudentischen Vereinigung Tartarus mit dem Kneipnamen oder Alias „Lazarus“. Auch dem Düsseldorfer Künstlerverein Malkasten gehörte er an. Seit 1896 war Neuenborn in München tätig. Dort war er Schüler der Malschule von Friedrich Fehr, außerdem bei Fritz von Uhde. Mit seinem Freund, dem Maler Adelbert Niemeyer, der neben Robert Engels, Willy von Beckerath und ihm nach München übergesiedelt war, machte er Studienreisen nach Paris und Belgien. Ein weiterer enger Freund war Carl Strathmann, mit dem er die Münchner Bohème durchstreifte. Einen Schwerpunkt der Tätigkeit Neuenborns bildeten zahlreiche Buchillustrationen zu Reiseberichten und Büchern mit Themen rund um die Tierwelt. Für den Kunstverein München gestaltete er 1905 das Plakat der Ausstellung Das Tier in der Kunst. Den künstlerischen Nachlass Neuenborns stellte 1915 die Kunsthalle Düsseldorf aus.
Seinen Grabstein auf dem Waldfriedhof (München) entwarf Paul Pfann.

## Werke in Museumsbesitz
- Albertina, Wien